# Terreno di coltura

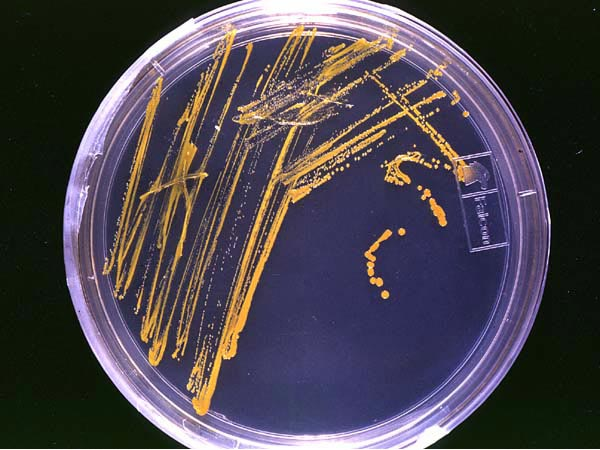

Generalmente i terreni di coltura sono delle soluzioni solide o liquide contenenti sostanze nutritive casuali addizionali in base ai batteri usati, su cui è possibile crescere cellule eucariote e procariote. I terreni di coltura batterici, cioè quelli su cui è possibile crescere colonie batteriche e altri procarioti, sono più semplici di quelli eucariotici.
Per microrganismi autotrofi fotolitotrofi come i cianobatteri, la componente principale di un terreno di coltura è ad esempio la CO2. Un terreno può essere reso solido semplicemente aggiungendo agar agar all'1,5%. L'agar è un polisaccaride strutturale, estratto da un'alga rossa, che funge da agente solidificante trasformando il terreno in gelatina, e che non viene digerito dai batteri primari e secondari
. È molto utile quando occorre coltivare microrganismi in superficie. Se sappiamo quale organismo dobbiamo isolare e conosciamo il suo metabolismo, possiamo allestire il terreno di coltura con tutti i nutrienti di cui il microrganismo ha bisogno; per una corretta preparazione del terreno di coltura non sono da trascurare altri fattori quali il pH, l'osmolarità e la temperatura.
Gli elementi fondamentali per la crescita dei microrganismi sono: C, H, O, N, S, P (contenuti in amminoacidi, zuccheri ed acidi nucleici); ci sono altri elementi che non sono facilmente solubili e devono essere aggiunti sotto forma di sale (forma più solubile di tali elementi): N, P, S, Mg; altri ancora sono aggiunti solo in tracce: Fe, Ca, Co, Mn (che fungono da cofattori enzimatici di alcune reazioni).

## Classificazione quantitativa dei terreni
In base alle sostanze che contengono e alle loro concentrazioni relative, i terreni di coltura sono classificati come:
1. Sintetici (o definiti)
2. Complessi

### Terreni sintetici o definiti
I terreni sintetici o definiti sono quelli di cui si conosce l'esatta composizione. Vengono quasi sempre preparati ad hoc a seconda delle esigenze nutrizionali del microrganismo che si desidera crescere. Generalmente contengono un numero definito di sostanze a concentrazione nota. Alcuni terreni sono però ben più complessi. Questi tipi di terreno vengono ampiamente utilizzati nella ricerca, dato che spesso si rende necessario conoscere il substrato che viene metabolizzato dal microrganismo che si desidera coltivare.

### Terreni complessi
I terreni complessi sono quei terreni di cui non si conosce in maniera dettagliata la composizione chimica. Questi mezzi di coltura risultano di estrema utilità in quanto permettono di crescere contemporaneamente specie con esigenze nutrizionali molto diverse fra loro o specie le cui esigenze nutrizionali non sono ancora ben conosciute. Oltre alle sostanze “standard” i terreni complessi contengono:
1. Peptoni, idrolisati proteici che derivano da una parziale digestione proteolitica (queste particolari proteine sono parzialmente idrolizzate altrimenti denaturerebbero ad alte temperature);

1. Estratti di carne magra, ricchi in amminoacidi, peptidi, nucleotidi, acidi organici, vitamine e sali minerali;
2. Estratti di lievito, ricchi di vitamina B e composti del carbonio e dell'azoto.

## Classificazione qualitativa dei terreni
In base al compito che un terreno deve svolgere, si distinguono:
1. Terreni generici o di base
2. Terreni elettivi o arricchiti
3. Terreni selettivi
4. Terreni differenziali
5. Terreni di arricchimento

### Terreni generici o di base
Sono terreni senza particolari additivi, consentono la crescita e lo sviluppo di moltissime specie batteriche. I terreni generici più utilizzati sono l'agar nutriente, il brodo nutriente, il tryptic soy agar e il plate count agar.
Vengono generalmente impiegati per la conta batterica totale.

### Terreni elettivi o arricchiti
Sono terreni ricchi di nutrienti, spesso con la presenza di sangue di pecora o cavallo, rosso d'uovo, albumina o miscele chimicamente definite (ad esempio vitamine o aminoacidi) che consentono la crescita di specie microbiche esigenti da un punto di vista nutritivo. Si mettono sangue o siero, per mimare meglio le condizioni riscontrate nell'organismo che ospita un determinato microrganismo.

### Terreni selettivi
Sono terreni che favoriscono la crescita solo di particolari specie batteriche grazie alla presenza di fattori che inibiscono lo sviluppo delle altre specie. Questi fattori vengono chiamati sostanze inibenti e possono essere antibiotici, coloranti o sali. Alcuni esempi di sostanze inibenti possono essere:
1. Cristalvioletto: inibisce i batteri Gram+
2. Verde brillante: inibisce i batteri Gram+ e la Shigella
3. Cetrimide: favorisce la crescita dello Pseudomonas aeruginosa
4. Azoturo di sodio (NaN3): inibisce a seconda delle sue concentrazioni: se la concentrazione è bassa viene inibita la crescita dei Gram−, se la concentrazione è elevata vengono inibiti anche i Gram+.
5. Antibiotici: inibiscono la crescita dei batteri, favorendo quella di lieviti e muffe
6. Cloruro di sodio: a concentrazioni elevate (>3%) inibisce la maggior parte dei microrganismi (esclusi stafilococchi)
7. Sali biliari: inibiscono a seconda della loro purezza: se non sono purificati inibiscono i batteri non enterici (ad eccezione degli enterococchi), se vengono purificati e frazionati inibiscono ogni batterio non enterico
8. Lattosio: per fare produrre agli Escherichia coli acidi per la fermentazione
9. Sali di piombo: per farlo reagire con l'acido solfidrico prodotto dalla salmonella che in tal modo precipita e rende la salmonella grigio nerastra

### Terreni differenziali
Sono terreni che, grazie alla presenza di particolari componenti, permettono di distinguere fra diversi gruppi di batteri, consentendo una identificazione presuntiva della specie isolata (come il MacConkey agar, il Mannitole Salt agar, il MR-VP o il TSI agar). I componenti presenti all'interno di un terreno differenziale possono essere:
- Indicatori di pH (rosso fenolo, blu di bromotimolo...)
- Indicatori reazioni redox (sostanze che cambiano la loro configurazione elettronica in base alle quantità di elettroni, cambiando così colore, come il Blu di metilene e il Verde brillante)
- Composti facenti reazioni chimiche (come ferro citrato ioni solfuro)
- Amminoacidi (Lisina, Triptofano, Ornitina...)
- Carboidrati (Lattosio, Mannitolo...)

### Terreni di arricchimento
Usati in campioni polimicrobici, sono terreni che consentono di aumentare la carica della specie batterica che ci interessa isolare, grazie alla presenza di fattori che rallentano la crescita di specie batteriche contaminanti presenti nel campione in esame. Un esempio è il campione di feci dove si sospetta che ci sia una bassa carica di Salmonelle: si possono utilizzare terreni di arricchimento in cui, allo stesso tempo, la flora colonizzante è mandata in batteriostasi, mentre è promossa la replicazione delle salmonelle che partendo da una carica bassa si renderanno poi così evidenti da poter essere isolate su terreno solido.